# New Tattoo
New Tattoo är ett musikalbum med Mötley Crüe, släppt i juni 2000. Det producerades av Mike Clink. Trummisen Tommy Lee hade hoppat av bandet året innan och ersattes på albumet av Randy Castillo.

## Låtlista
1. "Hell on High Heels" (Mick Mars/Vince Neil/Nikki Sixx) - 4:15
2. "Treat Me Like the Dog I Am" (Nikki Sixx) - 3:40
3. "New Tattoo" (Mick Mars/James Michael/Nikki Sixx) - 4:18
4. "Dragstrip Superstar" (James Michael/Nikki Sixx) - 4:22
5. "1st Band on the Moon" (Nikki Sixx) - 4:25
6. "She Needs Rock & Roll" (James Michael/Nikki Sixx) - 3:59
7. "Punched in the Teeth by Love" (Randy Castillo/Mick Mars/Vince Neil/Nikki Sixx) - 3:32
8. "Hollywood Ending" (James Michael/Nikki Sixx) - 3:43
9. "Fake" (James Michael/Nikki Sixx) - 3:44
10. "Porno Star" (Nikki Sixx) - 3:45
11. "White Punks on Dope" (Michael Evans/Bill Spooner/Roger Steen) - 3:39